# True Tears
True Tears (トゥルーティアーズ, Turū Tiāzu) é uma visual novel desenvolvida pela La'cryma. Foi lançada em 31 de março de 2006 para PC, enquanta a sua versão para PlayStation 2 foi anunciada para 13 de março de 2008, porém foi adiada para 13 de março de 2008. O jogo de True Tears é focado em cinco protagonistas femininas e segue um enredo linear, uma vez que oferece cenários e recursos de interação pré-determinados.
Uma adaptação em mangá ilustrada por Asaki foi serializada na revista Comi Digi (mais tarde, na Comi Digi +) entre 10 de dezembro de 2005 e 21 de agosto de 2006. Um anime de 13 episódios foi criado pela P.A. Works, indo ao ar no Japão entre 6 de janeiro e 30 de março de 2008. Duas web rádios, dois CDs dramas e um filme live action também foram produzidos.

## Sinopse
True Tears conta a história de um estudante chamado Shin'ichirō Nakagami, que possui habilidades artísticas impressionanntes. Ele vive com seus pais e com sua colega de classe Hiromi Yuasa, que se mudou para sua casa após seu pai falecer. O pai dela era um grande amigo da família, então foi natural para a garota ficar na família de Nakagami.
Embora Shin'ichirō conheça Hiromi há anos, ele percebe que não a vê mais sorrir e  que ela está se comportando friamente em casa, além deles não se falarem mais. Na escola, porém, Hiromi é bastante popular, destacando-se principalmente nos esportes, e está sempre sorrindo. Assim, Shin'ichirō desconfia que ela está escondendo algo.